# Villa Estela
Villa Estela es una localidad del Departamento General López, en el sur de la Provincia de Santa Fe, Argentina.
Depende de la comuna de Labordeboy, de la cual dista 1 km.

## Población
Cuenta con 928 habitantes (Indec, 2010), lo que representa un descenso del 5% frente a los 982 habitantes (Indec, 2001) del censo anterior. Estas cifras incluyen a Labordeboy.

## Historia
La zona se empezó a poblar hacia fines del siglo XIX en tierras de la familia de Doña Estela Olivera, dueña de varias hectáreas de campo la que dona los terrenos para las nuevas poblaciones. De ella proviene el nombre del lugar.